# Ancien hôpital de Colmar
Pour les articles homonymes, voir Ancien hôpital.
L'ancien hôpital de Colmar est un monument historique situé à Colmar, dans le département français du Haut-Rhin.

## Localisation
L'édifice est situé place du 2-Février à Colmar.

## Historique
À l'origine, ce bâtiment était un couvent des franciscains. À la suite de leur départ, il a été transformé en 1543 en maladrerie mais fut détruit dans un incendie en 1735.
La monarchie du XVIIIe siècle décida, à l'aide des pierres des fortifications démantelée en 1673, de bâtir en lieu et place un nouvel hôpital. Son édification dura de 1736 et 1744, , donc contemporaine de la construction de la Frauenkirche de Dresde récemment rebâtie, et est due à l'architecte lorrain Luppe Danclo.
Jusqu'à la Révolution française, l'hôpital était tenu de mettre à disposition des bourgeois de la ville les animaux reproducteurs.
L'ensemble perdit sa fonction d'hôpital en 1937, date à laquelle fut construit l'hôpital Pasteur, à l'ouest de la ville,.
Jusqu'à la fin de l'année 2005, il accueillait une partie de l'IUT de Colmar.
De 2009 à 2011, l'édifice est réaménagé pour accueillir la nouvelle médiathèque municipale, le Pôle Média-Culture Edmond-Gerrer.
Les façades principales et latérales font l'objet d'une inscription au titre des monuments historiques depuis 1929 (arrêté du 18 juin 1929 modifié par arrêté du 4 décembre 1946).

## Architecture
Les 25 axes d'ouverture se répartissent sur un rez-de-chaussée en pierre de taille à refend, un étage-carré et un étage attique.
Les façades sont de style Louis XV.